# Kantongerecht Apeldoorn
Het kantongerecht Apeldoorn was van 1838 tot 2002 een van de kantongerechten in Nederland. Na de afschaffing van het kantongerecht als zelfstandig gerecht bleef Apeldoorn zittingsplaats voor de sector kanton van de rechtbank Zutphen. Het gerecht kreeg in 1880 een eigen gebouw aan de Stationsstraat ontworpen door J.C. Metzelaar. In 2003 verhuisde het gerecht naar een nieuw gebouw. Apeldoorn blijft ook na 2013 zittingsplaats.

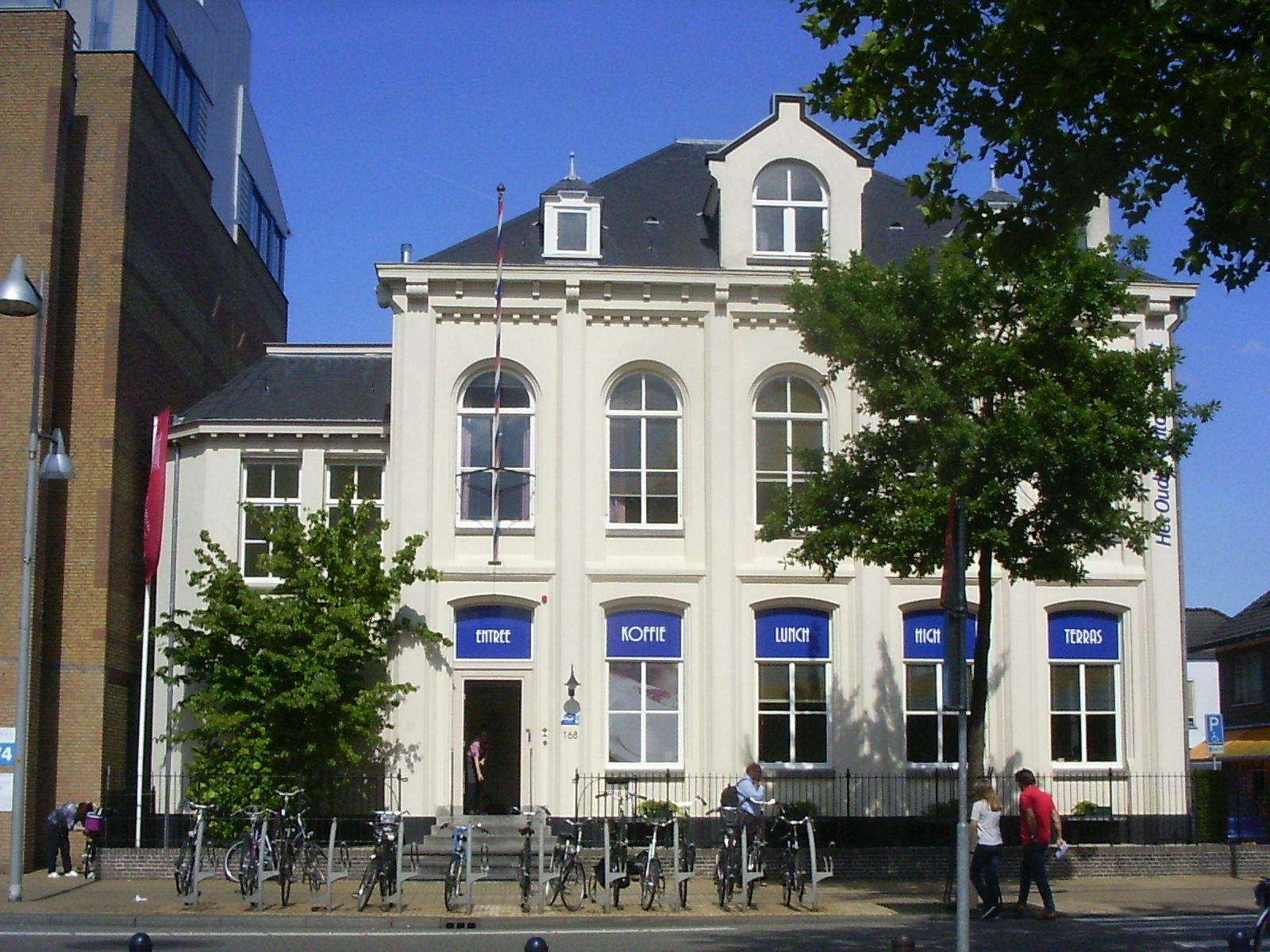
Voormalig kantongerecht Apeldoorn aan de Stationsstraat 168 (2017)
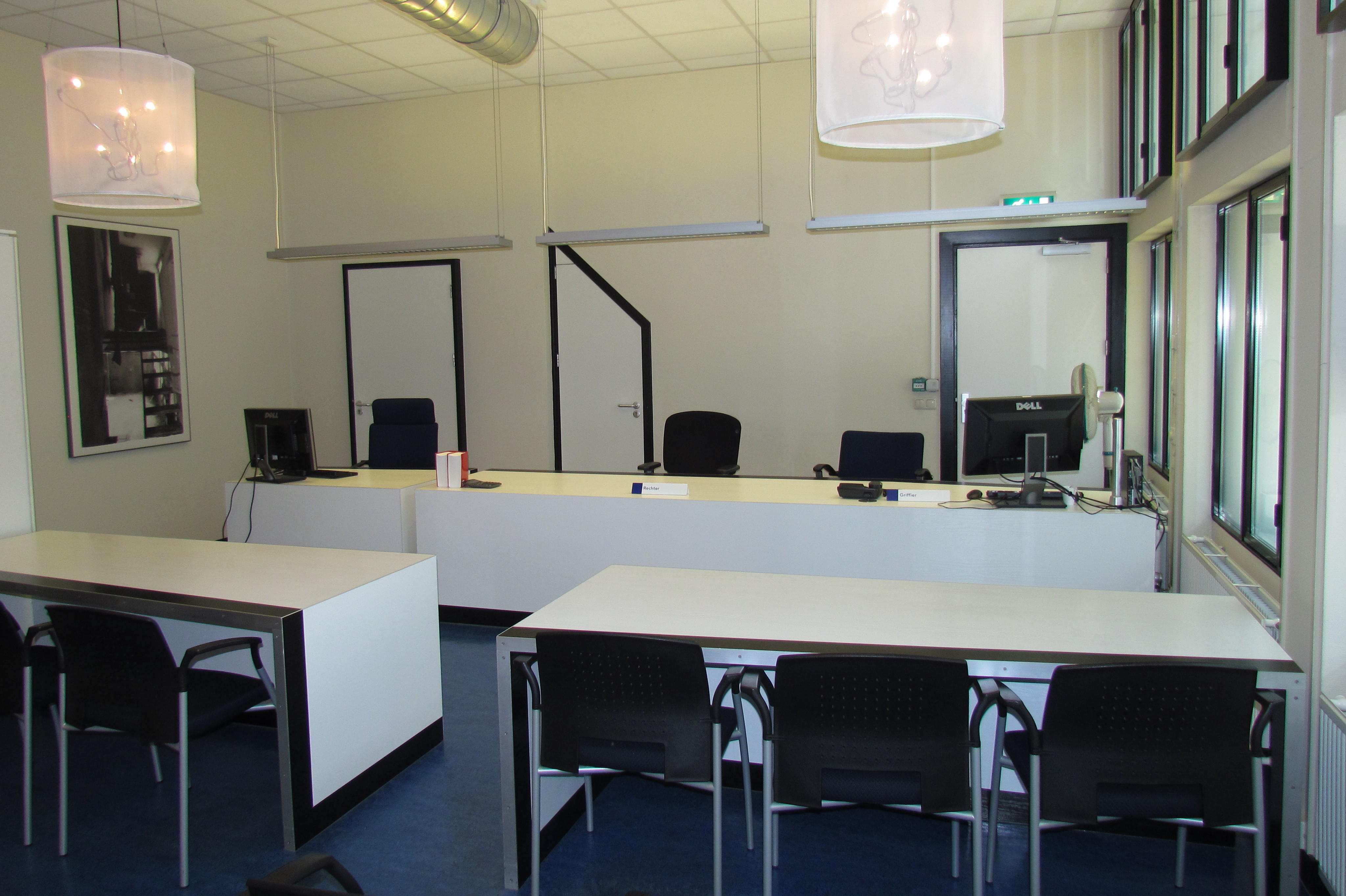
Zittingszaal aan de Stationsstraat 104 (2011)

## Kantonrechters en griffiers van het kantongerecht te Apeldoorn in de periode 1838-1933 (wijziging rechterlijke organisatie)
| Ambtsperiode | Kantonrechter                                                      | Bijzonderheden |
| ------------ | ------------------------------------------------------------------ | --- |
| 1838-1842    | mr Constant Anne Jacob Sigismund baron van Nagell (1805-1842)      | voorheen vrederechter te Brummen, in functie overleden                                                                 |
| 1842-1856    | mr Johan Francois Barthold van Hasselt (1811-1892)                 | voorheen vrederechter te Brummen, ontslag in verband met zijn benoeming tot lid van Gedeputeerde Staten van Gelderland |
| 1856-1867    | mr Johan Frederik Hendrik baron van der Feltz (1819-1883)          | voorheen kantonrechter te Lochem, eervol ontslagen                                                                     |
| 1867-1877    | mr Willem Louis Frederik Christiaan Ridder van Rappard (1834-1885) | voorheen advocaat te Arnhem, op wachtgeld gesteld                                                                      |
| 1877-1912    | jhr mr Gustaaf Willem Mollerus (1842-1919)                         | voorheen kantonrechter te Beverwijk, eervol ontslagen                                                                  |
| 1912-1926    | mr Jacobus Catharinus baron Creutz (1861-1941)                     | voorheen kantonrechter te Zaltbommel, eervol ontslagen                                                                 |
| 1927-1941    | mr Charles Corneille Beelaerts van Emmichoven (1871-1946)          | voorheen kantonrechter te Doesburg, eervol ontslagen                                                                   |
| Ambtsperiode | Griffier                                                           | Bijzonderheden |
| 1838-1839    | Reijer de Goeijen (1765-1839)                                      | voorheen griffier van het vredegerecht te Apeldoorn, in functie overleden                                              |
| 1839-1877    | Herman Bake Everts (1816-1879)                                     | eerdere functie niet bekend, op wachtgeld gesteld                                                                      |
| 1877-1893    | mr Otto Boudewijn Vriesendorp (1841-1893)                          | voorheen griffier van het kantongerecht te Culemborg, in functie overleden                                             |
| 1893-1915    | mr Jan Albarda (1856-1939)                                         | voorheen griffier van het kantongerecht te Wijk bij Duurstede, eervol ontslagen                                        |
| 1915-1923    | mr Johan Sander Louis van Vierssen Frantzmann (1875-1923)          | voorheen substituut-griffier van het kantongerecht te 's-Gravenhage, overleden in functie                              |
| 1923-1929    | mr Henri Ferguson (1888-1952)                                      | voorheen advocaat te Apeldoorn, daarna rechter in de arrondissementsrechtbank te Winschoten                            |
| 1929-1938    | mr August Hikko Dirk Frieso Essers (1891-1950)                     | voorheen griffier van het kantongerecht te Den Helder, daarna kantonrechter te Zutphen                                 |